# Liste der Monuments historiques in Salmaise
Die Liste der Monuments historiques in Salmaise führt die Monuments historiques in der französischen Gemeinde Salmaise auf.

## Liste der Immobilien
| Bezeichnung                      | Beschreibung                                                | Standort               | Kennzeichnung | Schutzstatus   | Datum | Bild           |
| -------------------------------- | ----------------------------------------------------------- | ---------------------- | ------------- | -------------- | ----- | -------------- |
| Kirche Notre-Dame-de-la-Nativité | ab dem 11. Jahrhundert                                      | Rue de l’Eglise (Lage) | PA00112648    | Classé Inscrit | 1983  | weitere Bilder |
| Château de Salmaise              | Burgkapelle St-Marc, 12. Jahrhundert; Burg, 15. Jahrhundert | Rue du Château (Lage)  | PA00112647    | Inscrit        | 1928  | weitere Bilder |
| Markthalle                       | aus der zweiten Hälfte des 12. Jahrhunderts                 | Rue du Bas (Lage)      | PA00112649    | Classé         | 1930  | weitere Bilder |

## Liste der Objekte
| Bezeichnung                         | Beschreibung                                    | Standort                                       | Kennzeichnung | Schutzstatus | Datum | Bild |
| ----------------------------------- | ----------------------------------------------- | ---------------------------------------------- | ------------- | ------------ | ----- | ---- |
| Cippus                              | der Sequana geweiht; Kalkstein, gallo-römisch   | in der Kirche Notre-Dame-de-la-Nativité (Lage) | PM21002106    | Classé       | 1908  |      |
| Grabdenkmal einer Dame von Salmaise | Kalkstein, 14. Jahrhundert                      | in der Kirche Notre-Dame-de-la-Nativité (Lage) | PM21002107    | Classé       | 1931  |      |
| Skulptur Madonna mit Kind (1)       | Kalkstein, farbig gefasst, um 1500              | in der Kirche Notre-Dame-de-la-Nativité (Lage) | PM21002108    | Classé       | 1957  |      |
| Kapitell (1)                        | Kalkstein, erste Hälfte des 11. Jahrhunderts    | in der Kirche Notre-Dame-de-la-Nativité (Lage) | PM21002109    | Classé       | 1979  |      |
| Kapitell (2)                        | Kalkstein, erste Hälfte des 11. Jahrhunderts    | in der Kirche Notre-Dame-de-la-Nativité (Lage) | PM21002110    | Classé       | 1979  |      |
| Kapitell (3)                        | Kalkstein, erste Hälfte des 11. Jahrhunderts    | in der Kirche Notre-Dame-de-la-Nativité (Lage) | PM21002111    | Classé       | 1979  |      |
| Skulptur Madonna mit Kind (2)       | Holz, farbig gefasst, Ende des 13. Jahrhunderts | in der Kirche Notre-Dame-de-la-Nativité (Lage) | PM21002111    | Classé       | 1983  |      |